# Heteractis crispa
Heteractis crispa is een zeeanemonensoort uit de familie Stichodactylidae.
Heteractis crispa is voor het eerst wetenschappelijk beschreven door Hemprich & Ehrenberg in Ehrenberg in 1834.